# Liste der Träger des José-Martí-Ordens
Diese Liste enthält die Träger des seit 1972 vergebenen José-Martí-Ordens in umgekehrt chronologischer Reihenfolge, ohne Anspruch auf Vollständigkeit.

## Preisträger (Auswahl)
Untenstehend findet man einige Rezipienten des Ordens.

### 2023/24
- Hage Geingob (1941–2024), namibischer Präsident[1][2]

### 2022
- Ralph Gonsalves, Premierminister von St. Vincent und die Grenadinen[3]
- Andrés Manuel López Obrador, Präsident Mexikos[4]

### 2017
- Rafael Correa, Ex-Präsident Ecuadors[5]

### 2016
- Evo Morales, Präsident Boliviens[6]
- Kyrill I., Patriarch der russisch-orthodoxen Kirche[7]
- Nicolás Maduro, venezolanischer Präsident[8]

### 2015
- Tomislav Nikolić, Präsident Serbiens[9]

### 2014
- Wladimir Putin, Präsident Russlands[10]
- Nguyễn Tấn Dũng, vietnamesischer Premierminister[11]

### 2013
- Fina García Marruz, kubanische Dichterin und Literaturwissenschaftlerin[12]

### 2012
- Nguyễn Phú Trọng, vietnamesischer Parlamentspräsident[13]
- Owen Arthur, Premierminister von Barbados[14]

### 2011
- Fanny Edelman, Gründungsmitglied der argentinischen Kommunistischen Partei[15]
- Wiktor Janukowytsch, ukrainischer Präsident[16]

### 2010
- Jacob Zuma, südafrikanischer ANC-Politiker und Vizepräsident[17]
- Armando Hart, kubanischer Revolutionär und Politiker[18]

### 2009
- Alfredo Guevara, Gründer und Leiter des kubanischen Filminstituts[19]
- Roberto Fernández Retamar, kubanischer Dichter und Essayist
- Dimitris Christofias, Präsident Zyperns
- Amadou Toumani Touré, Präsident von Mali
- Nguyễn Minh Triết, Präsident Vietnams
- Martín Torrijos, Präsident Panamas

### 2004
- Antonio Esteve Ródenas, spanischer Tänzer, Choreograf und Ballettdirektor
- Abdullah Ahmad Badawi, Premierminister von Malaysia
- Hu Jintao, Partei- und Staatschef Chinas

### 2003
- Ernesto Cardenal, nikaraguanischer Befreiungstheologe, Dichter und Politiker
- Augusto Roa Bastos, paraguayischer Schriftsteller

### 2001
- Abd al-Aziz Bouteflika, Präsident Algeriens

### 2000
- Alicia Alonso, kubanische Primaballerina, Ballettdirektorin und Choreografin[20]
- Mohammad Chatami, Präsident Irans[21]
- Aljaksandr Lukaschenka, Präsident Weißrusslands[22]

### 1999
- Hugo Chávez, venezolanischer Präsident

### 1996
- Cintio Vitier, kubanischer Schriftsteller und Dichter

### 1991
- Rafael Alberti, spanischer Dichter und Kommunist
- Nelson Mandela, Präsident Südafrikas

### 1989
- Miguel de la Madrid Hurtado, Präsident Mexikos[21]
- Vicentina Antuña, kubanische Pädagogin[21]

### 1988
- Andrew Bertie, britischer Großmeister des Malteserordens
- Juan Bosch, Schriftsteller, Präsident der Dominikanischen Republik

### 1986
- Felipe González, Ministerpräsident Spaniens[23]
- Robert Mugabe, Präsident Simbabwes

### 1984
- Thomas Sankara, erster Präsident von Burkina Faso

### 1983
- Wojciech Jaruzelski, Staats- und Parteichef Polens

### 1980
- Nicolás Guillén, kubanischer Dichter und Schriftsteller
- Fabio Grobart, Mitbegründer der Kommunistischen Partei Kubas, 1925
- José López Portillo, mexikanischer Präsident

### 1979
- Todor Schiwkow, bulgarischer Staats- und Parteichef

### 1976
- Luís Cabral, Präsident von Guinea-Bissau
- Michael Manley, Premierminister Jamaikas
- Omar Torrijos, panamaischer General und Staatschef[21]

### 1975
- Edward Gierek, Partei- und Staatschef Polens[21]
- Kenneth Kaunda, Präsident Sambias[21]

### 1974
- Houari Boumedienne, Präsident Algeriens
- Leonid Breschnew, sowjetischer Staats- und Parteichef[21]

- Erich Honecker, Staats- und Parteichef der DDR[24]
- Horst Sindermann, Ministerpräsident der DDR[24]

### 1973
- Nicolae Ceaușescu, Partei- und Staatschef Rumäniens[21]

### 1972
- Salvador Allende, Präsident Chiles[25]